# Gatewood Lincoln
 Gatewood Sanders Lincoln (* 5. August 1875 in Liberty, Clay County, Missouri; † 15. Oktober 1957 in West Pensacola, Florida) war ein US-amerikanischer Marineoffizier. Zwischen 1929 und 1932 war er mit einer Unterbrechung im Jahr 1931 Militärgouverneur von Amerikanisch-Samoa.

## Werdegang
Gatewood Lincoln war ein Cousin zweiten Grades von Präsident Abraham Lincoln. Er besuchte zunächst das William Jewell College in seiner Heimatstadt Liberty. 1896 absolvierte er die United States Naval Academy in Annapolis (Maryland). In den folgenden Jahren diente er als Offizier auf verschiedenen Schiffen der US Navy, darunter die Philadelphia und die Powhatan. Er nahm auch am Ersten Weltkrieg teil und wurde für seine militärischen Leistungen mit dem Navy Cross ausgezeichnet.
Zwischen dem 2. August 1929 und dem 24. März 1931 sowie nochmals vom 17. Juli 1931 bis zum 12. Mai 1932 war Gatewood Lincoln Gouverneur von Amerikanisch-Samoa. Während der 1930er Jahre gehörte er der Beraterkommission des United States Shipping Board an. Er fungierte auch als Berater der Werft Mare Island Naval Shipyard in Kalifornien. Während des Zweiten Weltkrieges kommandierte Lincoln ein Kriegsschiff im Pazifik. Nach dem Krieg leitete er die physikalische Fakultät der Marineakademie in Annapolis. Bei seinem Ausscheiden aus dem Militärdienst hatte er den Rang eines Captains erreicht. Er starb am 15. Oktober 1957.